# Qua'an Pan
Qua'an Pan è una delle diciassette aree a governo locale (local government areas) in cui è suddiviso lo Stato di Plateau, nella Repubblica Federale della Nigeria.
Si estende su una superficie di 2.478 km² e conta una popolazione di 196.929 abitanti.